# Dolichognatha comorensis
Dolichognatha comorensis is een spinnensoort in de taxonomische indeling van de strekspinnen.. De wetenschappelijke naam van de soort werd voor het eerst geldig gepubliceerd in 1993 door Schmidt & Krause.